# 화이트헤드가시쥐
화이트헤드가시쥐(Maxomys whiteheadi)는 쥐과에 속하는 설치류의 일종이다. 인도네시아와 말레이시아, 태국에서 발견된다.

## 특징
보통 크기의 설치류로 꼬리 길이 87~125mm를 제외한 몸길이가 110~150mm, 발 길이는 25~31mm이고 몸무게는 최대 90g이다.

## 생태
야행성 동물이고 땅 위에서 주로 생활하는 육상성 동물이다. 먹이는 식물과 개미 등이다. 연중 번식을 한다. 암컷은 한 번에 1~6마리의 새끼를 낳는다. 기대 수명은 약 3.5개월 정도이다.

## 분포 및 서식지
태국과 말레이반도, 수마트라섬, 보르네오섬, 인근 제도에 널리 분포한다. 해발 2,100m 이하의 울창한 식물로 에워싼 숲과 논에서 서식한다.

## 아종
12종의 아종이 알려져 있다.
- M w. whiteheadi - 보르네오섬 북부
- M w. asper (Miller, 1900) - 태국
- M w. batamanus (Lyon, 1907) - 리아우 제도 바탐섬, 세토콕섬, 수마트람 동부 해안 루파트섬, 파당
- M w. batus (Miller, 1911) - 바냑제도 틍쿠섬, 니아스섬, 바투제도 바나발루, 타나마사, 피니
- M w. coritzae (Sody, 1941) - 보르네오섬 남동부
- M w. klossi (Bonhote, 1906) - 말레이반도
- M w. mandus (Lyon, 1908) - 수마트라섬 동부
- M w. melanurus (Shamel, 1940) - 보르네오섬 동부 연안 섬 풀라우 미앙 베사르
- M w. melinogaster (Cabrera, 1920) - 보르네오섬 북부
- M w. perlutus (Thomas, 1911) - 보르네오섬
- M w. piratae (Chasen, 1940) - 보르네오섬 북쪽 섬: 말라왈리섬, 발람방간섬, 방기섬
- M w. subitus (Chasen, 1940) - 나투나제도: 세라산